# Jaume Cabré
Jaume Cabré i Fabré (Barcelona, 1947. április 30. –) katalán filológus, író, forgatókönyvíró.
A Barcelonai Egyetemen végzett katalán filológia szakon, gimnáziumban tanított történelmet, majd a Lleidai Egyetem tanára, a Katalán Tanulmányok Intézete tagja.
Évekig a tanítás mellett folytatta irodalmi alkotótevékenységét. Televíziós és mozifilmekhez írt forgatókönyveket. Joaquim Maria Puyallal közösen írták az első katalán tévésorozatot La Granja címmel (1989–1992), ezután még további sorozatok következtek. Többekkel együtt írta a forgatókönyvet Antoni Verdaguernek az ő regényéből készült La teranyina című filmjéhez (1990), illetve a Havanera című filmhez (1993).
Cabré a katalán nemzeti függetlenség szószólója.

## Irodalmi munkássága

### A kezdetek
Két elbeszéléssel kezdődött munkássága: Faules de mal desar (1974), Toquen a morts (1977).
Első regénye – Galceran l'heroi de la guerra negra (1978) – a műveiben állandóan felbukkanó témával, a hatalom és az emberi természet viszonyával foglalkozik. Főszereplője, Jaume Galceran a bandita akarata ellenére lesz a 2. karlista háború hőse.
Második regényében – Carn d'olla (1978) – egy teljesen más főszereplő jelenik meg, a volt prostituált Barringa Barranga, aki Barcelona Sant Antoni negyedében épített ki kapcsolatokat.
Az El mirall i l'ombra (1980) című regényben jelenik meg először a zene, illetve a művészi alkotás értékelése, ami szintén állandó témája későbbi műveinek.
1980-ban jelent meg ifjúsági regénye La història que en Roc Pons no coneixia címmel, majd az El blauet című novella.

### A megerősödés időszaka
1984 és 1985 között jelent meg az a három műve, amelyek a "feixesi ciklust" alkotják, amelyen évekig dolgozott. 1984-ben jelent meg a La teranyina, amely a barcelonai "tragikus hét" elnevezésű történelmi eseményt dolgozza fel, de az események nem ott, hanem a képzeletbeli Feixes városában játszódnak, ami irodalmi utalás Terrassa katalán városra. A politikai, gazdasági és családi hatalomért folyó harc motiválja a Rigau család tagjait és a regény további szereplőit.
Ugyanebben az évben (1984-ben) jelent meg a Junoy barát, avagy a hangok halála (Fra Junoy o l'agonia dels sons), amely regényen Cabré – a többi ezt követőhöz hasonlóan – évekig dolgozott. A cselekményben fontos szerepet kap Feixes egyházi élete és különösen a Ràpita kolostor, ahol a főszereplő a gyóntatóatya, valamint a zene. A La teranyina néhány szereplője és Feixes világának lakói újra megjelennek ebben a regényben, amely bizonyos szempontból annak folytatása. A középpontban Junoy barát áll, aki a hatalmi manipulációk áldozatává válik.
1985-ben jelent meg a Luvowski o la desraó, amelyben az előző két regényben bemutatott szereplők és családok utoljára lépnek fel. Ez a történet a Llibre de preludis című elbeszélésgyűjteményben jelent meg.
1984-ben jelent meg második ifjúsági regénye, a L'home de Sau.

### Érett korszaka
1991-ben jelent meg az Őméltósága (Senyoria), amely arról szól, hogy az abszolút hatalommal hogyan korrumpálódik az igazságszolgáltatás. A 18. század végén, Barcelonában játszódik. Ha a Junoy baráttal egy áldozatot mutatott be, most don Rafel Massó, a Barcelonai Királyi Törvényszék főügyészében egy hóhért ábrázol, annak összes félelmével és önzőségével.
Az eunuch árnyéka (L'ombra de l'eunuc (1996)) a Franco-korszak utolsó éveiben játszódik, az átmenet éveiben és az azt követő években a szerző szemszögéből, akit Miquel Gensana, a főszereplő személyesít meg. Ugyanakkor a regény a műalkotással és különösen a zeneszerzéssel foglalkozik. A regény szerkezete megegyezik Alban Berg Koncert hegedűre és zenekarra című művének szerkezetével.
Miközben a következő regényén dolgozik, más műfajokba is kirándulást tesz. 1999-ben adja ki az El sentit de la ficció című esszékötetét, amelyben az írásról, az író "konyhaművészetéről" elmélkedik.
2000-ben jelenik meg a Viatge d'hivern ("Téli utazás") című elbeszéléskötet, amelynek tizennégy elbeszélése titokzatos módon összefügg egymással. Az olvasó ezekre az összefüggésekre csak fokozatosan jön rá, ahogy halad előre a könyvben, noha minden egyes történet teljesen más helyeken és időkben játszódik.
A következő évben, 2001-ben mutatta be a Katalán Nemzeti Színház első színdarabját, amelynek címe Pluja seca ("Száraz eső"). Ebben – mint a későbbi A Pamano zúgása című regényben is – a történelmi emlékezet meghamisításáról beszél és arról, hogy a történelmet mindig a győztesek írják. A dráma Peñíscola várában játszódik, amelyet pápai székhellyé neveznek ki aznap, amikor XIII. Benedek ellenpápa 1423-ban meghal. A kardinálisok új pápát akarnak kinevezni, akit Róma ellenpápának tart.
Következő regénye A Pamano zúgása (Les veus del Pamano (2004)). A 40-es években kezdődik a katalán Pallars Sobirà régió kis pireneusi falujában a képzeletbeli Torenában és a jelenkorig tart. A regényben tárgyalt témák a történelmi emlékezet, a megbocsátásra való képtelenség és a felejtéstől való félelem.
2005-ben jelent meg második esszéje az irodalmi olvasásról La matèria de l'esperit címmel.
2011-ben jelent meg újabb nagyregénye, a Jo confesso (Bevallom), magyar fordítását 2014 őszén adták ki Én vétkem címmel.

## Bibliográfia

### Elbeszélések
- Faules de mal desar (Ed. Selecta. Barcelona, 1974)
- Toquen a morts (Ed. La Magrana. Barcelona, 1977)
- Tarda lliure (1981) (Premi “Recull”, 1980)
- Llibre de preludis (Ed. 62. Barcelona, 1985). Ed. Proa. B, 2002
- Viatge d’hivern (Ed. Proa. Barcelona, 2000)

### Regények
- Galceran, l’heroi de la guerra negra (Ed. Proa, Barcelona)
- Carn d’olla. (Ed. Moll. Majorca, 1978). Ed. Proa, B 1999)
- El mirall i l’ombra (Ed. Laia. Barcelona, 1980)
- La teranyina (Edicions Proa, Barcelona, 1984)
- Fra Junoy o l’agonia dels sons (Ed. 62, B. 1984) Ed. Proa, B. 1998
- Senyoria (1991) (Editorial Proa, Barcelona)
- El llibre de Feixes (La trilogia de Feixes) (Ed. Proa. Barcelona, 1996)
- L’ombra de l’eunuc (Ed. Proa. Barcelona, 1996)
- Les veus del Pamano (Ed. Proa. Barcelona, 2004)
- Jo confesso (Ed. Proa. Barcelona, 2011)

### Esszékötetek
- El sentit de la ficció (Ed. Proa. Barcelona, 1999)
- La matèria de l’esperit (Ed. Proa. Barcelona 2005)

### Színház
- Pluja seca (Ed. Proa-TNC. Barcelona, gener de 2001)

### Novellák és ifjúsági regények
- La història que en Roc Pons no coneixia (Ed. La Galera. B. 1980)
- L’any del blauet (Ed. Barcanova, Barcelona 1981)
- L’home de Sau (Ed. La Galera, Barcelona, 1985)

### Forgatókönyvek
- La dama blanca (tévéfilm) (1987)
- La teranyina (rádiójáték) (1988)
- Fins que la mort ens separi (rádiójáték) (1989)
- La granja (tévésorozat) (1989–1992)
- La teranyina (film) (1990)
- Havanera (film) (1993)
- Estació d’enllaç (tévésorozat) (1994–1998)
- Crims (tévésorozat) (2000)
- Nines russes (tévéfilm) (2003)
- Sara (tévéfilm) (2003)

### Fordításban megjelent művei
- Az Őméltósága fordításai
  - Spanyolul: Señoría (ford. Daniel Royo). Ed. Grijalbo-Mondadori. Barcelona, 1993. 2nd edition: Random House- Mondadori. Barcelona, 2005)
  - Magyarul: Őméltósága (ford. Tomcsányi Zsuzsanna.) Ed. Európa. Budapest, 2001
  - Románul: Excelenta (ford. Jana Balacciu Matei) Ed. Merònia. Bukarest, 2002
  - Galíciai nyelven: Señoría (ford. Dolores Martínez Torres) Ed Galaxia. Vigo, 2002
  - Franciául: Sa Seigneurie (ford. Bernard Lesfargues) (Christian Bourgois Éditeur. Párizs, 2004)
  - Portugálul: Sua Senhoria (ford. Jorge Fallorca). Tinta da China ediçôes. Lisszabon, 2007
  - Albánul: Senjoria (ford. Bashkim Shehu). Institui i Librit & Komunikimit. Tirana, 2008
  - Olaszul: Signoria (ford. Ursula Bedogni) Ed. la Nuova Frontiera. Róma, 2009
  - Németül: Senyoria (ford. Kirsten Brandt) Suhrkamp Verlag. Frankfurt, 2009
  - Hollandul: Edelachtbare (ford. Pieter Lamberts & Joan Garrit). uitgeverij Signatuur. Utrecht, 2010
- Az eunuch árnyéka fordításai
  - Magyarul: Az eunuch árnyéka (ford. Tomcsányi Zsuzsanna.) Európa könyvkiadó. Budapest, 2004
  - Románul: Umbra eunucului (ford. Jana Balacciu Matei). Editorial Meronia Bukarest, 2004
  - Franciául: L'ombre de l'eunuque (trans: Bernard Lesfargues) Christian Bourgois Éditeur, 2006
  - Szlovénül: Evnuhova senca (ford. Simona Škrabec) Študentska založba - Beletrina. Ljubljana, 2006
  - Olaszul L'ombra dell'eunuco (trad. Stefania Maria Ciminelli) La Nuova Frontiera, Róma, 2010
- A Pamano zúgása fordításai
  - Magyarul: A Pamano zúgása (ford. Tomcsányi Zsuzsanna) Európa könyvkiadó. Budapest, 2006
  - Spanyolul: Las voces del Pamano (ford. Palmira Feixas). Editorial Destino. Barcelona, 2007
  - Németül: De Stimmen des Flusses (ford. Kirsten Brandt). Insel-Suhrkamp Verlag. Frankfurt, 2007
  - Hollandul: De stemmen van de Pamano (ford. Pieter Lamberts & Joan Garrit). uitgeverij Signatuur. Utrecht, 2007
  - Olaszul: Le voci del fiume (ford. Stefania Maria Ciminelli). La Nuova Frontiera. Róma, 2007
  - Portugálul: As vozes do rio Pamano (ford. Jorge Fallorca). Tinta da China ediçôes. Lisszabon, 2008
  - Románul: Vocile lui Pamano (ford. Jana Balacciu Matei). Editura Meronia Bucarest, 2008
  - Franciául: Les voix du Pamano (ford. Bernard Lesfargues). Christian Bourgois éditeur. París 2009
  - Norvég nyelven: Stemmene fra Pamano (ford. Kjell Risvik). Cappelen Damm Oslo, 2009
  - Görögül. Οι φωνεσ του ποταμου Παμανο (ford. Evriviadis Sofos). Papyros Public Group. Athén, 2008
  - Szlovén nyelven: Šumenje Pamana (ford. Veronika Rot). Učila International, 2010
  - Horvát nyelven: Glasovi Pamana (ford. Boris Dumančić). Fraktura, 2012
- A Junoy barát, avagy a hangok halála fordításai
  - Spanyolul: Fray Junoy o la agonía de los sonidos. (ford. Enrique Sordo). Espasa-Calpe. Madrid, 1988
  - Magyarul: Junoy barát, avagy a hangok halála (ford. Tomcsányi Zsuzsanna) Európa könyvkiadó. Budapest, 2009
- Az Én vétkem fordításai
  - Németül: Das Schweigen des Sammlers (ford. Kirsten Brandt és Petra Zickmann). Insel Verlag. Berlin, 2011
  - Olaszul: Io confesso (ford. Stefania Maria Ciminelli). Rizzoli, 2012
  - Lengyelül: Wyznaję (ford. Anna Sawicka). Marginesy, 2013
  - Hollandul: De Bekentenis van Adrià (ford. Pieter Lamberts és Joan Garrit). Signatuur, 2013
  - Magyarul: Én vétkem (ford. Tomcsányi Zsuzsanna) Libri könyvkiadó, 2014

## Magyarul
- Őméltósága; ford. Tomcsányi Zsuzsanna; Európa, Bp., 2001
- Az eunuch árnyéka; ford. Tomcsányi Zsuzsanna; Európa, Bp., 2004
- A Pamano zúgása; ford. Tomcsányi Zsuzsanna; Európa, Bp., 2006
- Junoy barát, avagy A hangok halála; ford. Tomcsányi Zsuzsanna; Európa, Bp., 2009
- Én vétkem; ford. Tomcsányi Zsuzsanna; Libri, Bp., 2014
- A Pamano zúgása; ford. Tomcsányi Zsuzsanna; 2. jav. kiad.; Jelenkor, Bp., 2018
- Én vétkem; ford. Tomcsányi Zsuzsanna.Kiadás: 3. jav. kiad.; Jelenkor, Bp., 2018

## Irodalmi díjak
- Fastenrath, 1980. Carn d'olla
- Recull, 1980. Tarda lliure
- Serra d'Or Critics, 1981. La història que en Roc Pons no coneixia
- Sant Jordi, 1983. La teranyina
- Prudenci Bertrana, 1983. Fra Junoy o l'agonia dels sons
- Serra d'Or Critics, 1985. Fra Junoy o l'agonia dels sons
- Spanyolul Critics, 1985. Fra Junoy o l'agonia dels sons
- Crexells, 1991
- Readers of “El Temps”. Senyoria
- Prudenci Bertrana, 1992. Senyoria
- Serra d'Or Critics, 1992. Senyoria
- Spanyolul Critics, 1992. Senyoria
- Prix Méditerranée 2004 a legjobb külföldi regényért. Sa Seigneurie
- National Prize of Literature, 1992. La granja
- City of Barcelona, 1997. L'ombra de l'eunuc
- Serra d'Or Critics, 1997. L'ombra de l'eunuc
- Lletra d'Or, 1997. L'ombra de l'eunuc
- Fundació Enciclopèdia Catalana, 1999 Viatge d’hivern
- Crítica Serra d’Or, 2001 Viatge d’hivern
- Catalan writers prize to the literary trajectory, 2003
- Catalan Critics, 2005. Les veus del Pamano
- Premi d'Honor de les Lletres Catalanes, 2010

## Fordítás
- Ez a szócikk részben vagy egészben  a   Jaume Cabré című angol Wikipédia-szócikk ezen változatának fordításán alapul.  Az eredeti cikk szerkesztőit annak laptörténete sorolja fel. Ez a jelzés csupán a megfogalmazás eredetét és a szerzői jogokat jelzi, nem szolgál a cikkben szereplő információk forrásmegjelöléseként.
- Ez a szócikk részben vagy egészben  a   Jaume Cabré című német Wikipédia-szócikk ezen változatának fordításán alapul.  Az eredeti cikk szerkesztőit annak laptörténete sorolja fel. Ez a jelzés csupán a megfogalmazás eredetét és a szerzői jogokat jelzi, nem szolgál a cikkben szereplő információk forrásmegjelöléseként.